# Ужастики (телесериал)
«Ужастики» (англ. Goosebumps) — американский комедийный телесериал ужасов, разработанный Робом Леттерманом и Николасом Столлером для Disney+ и Hulu. Основан на одноимённой серии книг Р. Л. Стайна.
В 2020 году Sony Pictures Television объявили, что сериал по мотивам книг «Ужастики» находится в разработке совместно с Original Film и Scholastic Entertainment, каждая из которых ранее работала над фильмами «Ужастики» (2015) и «Ужастики 2: Беспокойный Хеллоуин» (2018). Леттерман, режиссёр первого фильма, был нанят к 2022 году для написания сценария сериала вместе со Столлером. Помимо этого, Роб Леттерман также снял пилотный эпизод.
Премьера телесериала состоялась 13 октября 2023 года на Disney+ и Hulu одновременно как часть потоковых блоков «Hallowstream» и «Huluween» соответственно.
В феврале 2024 года сериал был официально продлён на 2 сезон. При этом, было объявлено, что новый сезон будет состоять из 8 эпизодов и будет рассказывать совершенно новую историю с новыми актёрами и персонажами. Официальный трейлер 2 сезона был опубликован 20 октября 2024 года. Тогда же был раскрыт подзаголовок нового сезона - Исчезновение. Была раскрыта официальная дата выхода 2 сезона - 10 января 2025 года. 

## Синопсис
Пять старшеклассников расследуют смерть подростка Гарольда, погибшего 30 лет назад. Школьники узнают мрачные тайны своих родителей и сталкиваются с недоброжелательным духом Гарольда.

## В ролях

### Первый сезон

#### В главных ролях
| Актёр          | Роль                                                                                                 |
| -------------- | --- |
| Джастин Лонг   | Нэйтэн Брэтт новый учитель английского языка в средней школе Порт-Лоуренса                           |
| Зак Моррис     | Исайя защитник футбольной команды средней школы Порт-Лоуренса                                        |
| Иза Брионес    | Марго соседка и подруга Исайи                                                                        |
| Майлз Маккенна | Джеймс лучший друг Исайи, выходец из одной из самых богатых семей Порт-Лоуренса                      |
| Ана Йи Пьиг    | Изабелла девочка, которую игнорируют в школе и у которой плохие отношения с матерью                  |
| Уилл Прайс     | Лукас подросток, который любит экстремальные виды спорта и стал очень безрассудным после смерти отца |
| Рэйчел Харрис  | Нора мать Лукаса, причастная к смерти Гарольда Биддла                                                |

#### Второстепенные роли
| Актёр               | Роль                                                                                    |
| ------------------- | --------------------------------------------------------------------------------------- |
| Роб Хюбель          | Колин отец Марго и консультант в средней школе Порт-Лоуренса                            |
| Леонард Робертс     | Бен отец Исайи, причастный к смерти Гарольда Биддла                                     |
| Уильям Крис Самптер | молодой Бен                                                                             |
| Бен Кокелл          | Гарольд Биддл подросток, погибший дома в результате загадочного пожара 1993 года        |
| Риннан Пэйн         | Эллисон девушка Исайи, которая расстаётся с ним                                         |
| Франсуаза Йип       | Виктория врач, мать Изабеллы, причастная к смерти Гарольда Биддла                       |
| Мишель Мао          | молодая Виктория                                                                        |
| Крис Гир            | Слэппи злой манекен-чревовещатель Гарольда, который принадлежал ещё его прадеду Эфраиму |

#### Приглашённые звёзды
| Актёр                | Роль                                                                       |
| -------------------- | -------------------------------------------------------------------------- |
| Эдди Джемисон        | Эфраим Брэтт прадед Гарольда, заполучивший Слэппи в 1925 году              |
| Джиллиан Вигмэн      | Джорджия Биддл внучка Эфраима и мать Гарольда                              |
| Джонатан Силвермен   | Перри отец Гарольда                                                        |
| Лора Меннелл         | Элиза мультимиллионерша, мать Джеймса, причастная к смерти Гарольда Биддла |
| Саманта Блэйр Катлер | молодая Элиза                                                              |
| Лекса Дойг           | Сара мать Марго, причастная к смерти Гарольда Биддла                       |
| Алекс Феликс         | молодая Сара                                                               |
| Тейулер Эндер        | молодая Нора                                                               |

### Второй сезон

#### В главных ролях
| Актёр                   | Роль                                                                               |
| ----------------------- | ---------------------------------------------------------------------------------- |
| Дэвид Швиммер           | Энтони Брюэр бывший профессор ботаники и разведённый родитель подростков-близнецов |
| Патрик Скотт Макдермотт | Энтони Брюэр в детстве                                                             |
| Ана Ортис               | Джен                                                                               |
| Изабелла Феррейра       | Джен в детстве                                                                     |
| Джейден Бартельс        | Сиси                                                                               |
| Сэм Маккарти            | Девин                                                                              |
| Элайджа М. Купер        | СиДжей                                                                             |
| Франческа Ноэль         | Алекс                                                                              |
| Галилея Ла Сальвия      | Фрэнки                                                                             |

#### Второстепенные роли
| Актёр                 | Роль                    |
| --------------------- | ----------------------- |
| Стоуни Блайден        | Трей парень Фрэнки      |
| Сакина Джаффри        | Рамона Памани           |
| Сахана Шринивасан     | Рамона Памани в детстве |
| Кристофер Пол Ричардс | Мэтти                   |
| Элоиза Пайе           | Ханна                   |
| Арджун Атали          | Самир                   |
| Кира Тантао           | Николь                  |

#### Приглашённые звёзды
| Актёр             | Роль              |
| ----------------- | ----------------- |
| Сендхил Рамамурти | доктор Ави Памани |

## Производство
28 апреля 2020 года было объявлено, что над перезапуском телесериала работают Scholastic Entertainment, Sony Pictures Television и продюсерская компания Нила Морица Original Film, которая продюсировала как фильм 2015 года, так и его продолжение. В марте 2021 года Р. Л. Стайн заявил, что сериал нашёл продюсера и режиссёра. 4 февраля 2022 года стало известно, что Disney+ приобрёл сериал, заказав 10 серий. Роб Леттерман вернётся, чтобы стать режиссёром пилотной серии, а также он вместе с Николасом Столлером напишут сценарии и станут исполнительными продюсерами сериала.
В октябре на главные роли в сериале были приглашены Джастин Лонг, Ана Йи Пьиг, Майлз МакКенна, Уилл Прайс, Зак Моррис, Иса Брионес и Рэйчел Харрис. В январе 2023 года к актёрскому составу присоединился Роб Хюбель в роли приглашённой звезды.
Основные съёмки начались в октябре 2022 года в Ванкувере и должны были закончиться в марте 2023 года, операторами выступили Стивен МакНатт и Томас Яцко. В феврале 2023 года съёмки также прошли в Олимпийском парке Уистлера.
Кристофер С. Кэпп и Туан Куок Ле выступили монтажёрами сериала.
В октябре 2023 года продюсеры Конор Ренч и Павун Шетти выразили заинтересованность в создании новых сезонов сериала, адаптированных по другим книгам «Ужастики». При этом, Шетти, в частности, выразил заинтересованность в изучении элементов из книги «Ночь ожившего болванчика» во втором сезоне. 10 февраля 2024 года сериал был официально продлён на второй сезон из восьми эпизодов, в котором будет другой актёрский состав и сюжетная линия.
20 октября 2024 года был выпущен официальный трейлер 2 сезона, в котором было раскрыто его название - Ужастики: Исчезновение. Роб Леттерман, Николас Столлер и Хилари Уинстон подтвердили, что во 2 сезоне будут присутствовать элементы других книг, написанных Робертом Стайном, среди которых: «Не подходите к подвалу», «Девчонка, что кричала "Монстры!"», «Оборотень из болот», «Добро пожаловать в мёртвый дом», «Призрак по соседству» и других.

## Эпизоды
| Сезон | Сезон | Эпизоды | Оригинальная дата выхода | Оригинальная дата выхода | Платформы      |
| Сезон | Сезон | Эпизоды | Премьера сезона          | Финал сезона             | Платформы      |
| ----- | ----- | ------- | ------------------------ | ------------------------ | -------------- |
|       | 1     | 10      | 13 октября 2023          | 17 ноября 2023           | Disney+ и Hulu |
|       | 2     | 8       | 10 января 2025           | 10 января 2025           | Disney+ и Hulu |

### Сезон 1 (2023)
| № общий | № в сезоне | Название                                                                | Режиссёр               | Автор сценария                   | Дата премьеры   |
| --- | ---------- | ----------------------------------------------------------------------- | ---------------------- | -------------------------------- | --------------- |
| 1 | 1          | «Скажи "сыр" и сгинь!» «Say Cheese and Die!»                            | Роб Леттерман          | Роб Леттерман и Николлас Столлер | 13 октября 2023 |
| В 1993 году школьный одиночка Гарольд Биддл погибает в результате пожара в доме после, казалось бы, сверхъестественного события. В 2023 году жители Порт-Лоуренса готовятся к предстоящему школьному футбольному матчу. Звёздный защитник Исайя узнает, что его девушке Эллисон нужно новое место для проведения вечеринки в честь Хэллоуина. Он решает использовать дом Биддла, который его отец ремонтировал для их нового учителя английского языка, мистера Брэтта. Эллисон раздражает близкая дружба Исайи с его соседкой Марго Стоукс, родители которой находятся на стадии судебного разбирательства. На вечеринке Исайя находит полароид и фотографирует Эллисон и Марго. Брэтт приходит домой рано и заканчивает вечеринку, заставляя всех бежать из дома. Эллисон ненадолго сталкивается с призраком Гарольда в лесу и едва не ранится, упав от шока. Исайя узнаёт, что камера создаёт снимки, изображающие плохие вещи, которые произойдут с теми, кто на них изображен. Он спасает Марго от удушья из-за аллергической реакции, которую видел на её фотографии. Исайя обращается за помощью к своему лучшему другу Джеймсу, но тот фотографирует его, на котором он изображен со сильно сломанной рукой. Исайя пытается уничтожить камеру, но она появляется снова, и Исайя ломает руку во время игры, видя призрак Гарольда Биддла. Брэтт, поселившись в доме Биддлов, в конечном итоге оказывается одержимым духом Гарольда. |            |                                                                         |                        |                                  |                 |
| 2 | 2          | «Маска одержимости» «The Haunted Mask»                                  | Эрин О’Мэлли           | Франклин джин Ро                 | 13 октября 2023 |
| Игнорируемая в школе Изабелла выражает своё разочарование с помощью онлайн-троллинга. На вечеринке Эллисон в честь Хэллоуина в доме Биддлов она находит в подвале необычную маску. Надев её, она становится более экстравертной и уверенной в себе. Однако со временем маска заставляет её агрессивно нападать на людей. Нора передаёт фотографию Гарольда Биддла Исайе, который узнаёт его по галлюцинации на футбольном матче. Когда мать наказывает Изабеллу за сломанный дрон, она надевает маску, превращаясь в настоящего тролля, и нападает на Лукаса, который ранее уничтожил её дрон за 3000 долларов. Когда она почти нападает на своего младшего брата, ей удаётся останавиться, и они выбрасывают маску, в то время как одержимый духом Гарольда Нэйтэн Брэтт наблюдает. Изабелла сопровождает свою мать в дом Джеймса, лучшего друга Исайи, где Нора собрала других родителей, чтобы обсудить свою уверенность в то, что Гарольд преследует их. Пока они решительно отвергают мнение Норы, Изабелла случайно попадает бильярдным мячом в Джеймса, который в результате взрывается жёлтой слизью, приводя её в ужас. |            |                                                                         |                        |                                  |                 |
| 3 | 3          | «Тайна часов с кукушкой» «The Cuckoo Clock of Doom»                     | Эрин О’Мэлли           | Джеймс Иган                      | 13 октября 2023 |
| Правда о Джеймсе раскрыта: на вечеринке в честь Хэллоуина он случайно ударился головой о часы с кукушкой и застрял в петле времени, не имея возможности выйти из дома Биддлов. Когда ему наконец удаётся выключить часы и остановить временную петлю, он узнает, что каждая из его предыдущих попыток покинуть дом создавала клона. Эти клоны ловят оригинального Джеймса и сбрасывают в шахту его семьи, выдавая себя за него и начинают разрушать его жизнь. Изабелла, Исайя и Марго работают вместе, чтобы найти настоящего Джеймса и уничтожить клонов. Группа понимает, что всё, что с ними произошло, началось в доме Биддлов. Нора подразумевает, что у матери Марго, Сары, есть ответы. В телефонном разговоре с дочерью Сара, которая находится в Сиэтле, говорит Марго не доверять другим родителям. Выживший клон Джеймса приносит чемодан Нэйтэну Брэтту, но тот, обнаружив его пустым, уничтожает клона, сердито спрашивая, где его «друг». |            |                                                                         |                        |                                  |                 |
| 4 | 4          | «На крючке у червей» «Go Eat Worms»                                     | Стив Бойум             | Кортни Пердю и Байду Сайду       | 13 октября 2023 |
| Отец Лукаса погиб некоторое время назад, пытаясь выполнить опасный горный трюк на мотоцикле. Лукас хочет почтить наследие своего отца, готовясь повторить этот трюк, но боится. Он становится свидетелем поцелуя своей матери Норы и отца Марго Колина и осторожно сообщает Марго о романе их родителей. Чтобы подбодрить её, он показывает ей резервуар с червями, который он взял из дома Биддлов во время хэллоуинской вечеринки. Той же ночью черви проникают в тело Лукаса. Он понимает, что теперь не может чувствовать боль, и решает повторить трюк своего отца. Марго понимает, что в происходящем вновь замешан Биддл, и они с Норой останавливают Лукаса. Нора рассказывает, что его отец совершил самоубийство, сделав этот трюк намеренно, чтобы умереть. Черви выходят из Лукаса и объединяются в огромного монстра. Трио заманивает его в измельчитель древесины и убивает. Нора попадает в психиатрическую больницу после того, как рассказала полиции о монстре. Брэтт забирает брелок в форме глаза, который Лукас уронил на лесопилке, и обещает, что Слэппи снова скоро вернётся. |            |                                                                         |                        |                                  |                 |
| 5 | 5          | «Читатель, берегись» «Reader Beware»                                    | Стив Бойум             | Марико Тамаки                    | 13 октября 2023 |
| Мать Марго, Сара, возвращается домой после нескольких месяцев расставания с Колином. Она узнает, что Норе вводят успокоительные под наблюдением Виктории, матери Изабеллы, поскольку Виктория боится, что Нора может раскрыть их причастность к инциденту с Биддлом. Однако Сара верит Норе. Исайя и Эллисон расстаются. Исайя начинает признавать, что испытывает чувства к Марго. Однако Марго и Лукас сблизились ранее и поцеловались. Мистер Брэтт (одержимый Гарольдом) передаёт Марго свой старый альбом с записями. Прочитав его, она видит эпизоды школьной жизни Гарольда и узнаёт, что он и её мать были друзьями. Призрак Гарольда переносит Марго в ночь пожара, где друзья узнают, что все их родители непреднамеренно стали причиной смерти Гарольда после попытки украсть чемодан из его дома. Мистер Брэтт приглашает их к себе домой, говоря, что расскажет, что находится внутри чемодана. |            |                                                                         |                        |                                  |                 |
| 6 | 6          | «Ночь ожившего болванчика» «Night of the Living Dummy»                  | Феликс Энрикез Алькала | Ник Мюллер                       | 20 октября 2023 |
| В 1925 году прадедушка Гарольда Эфраим купил Слэппи, злую марионетку, чтобы вдохнуть жизнь в свою карьеру фокусника. Благодаря Слэппи, Эфраим достигает успеха, но тот в замен приказывает Эфраиму принести гроб человека по имени Кандуу, чтобы прочитать заклинание. После жестокого видения умирающих людей Эфраим отверг просьбу Слэппи и замуровал его в стене своего подвала. В 1993 году дом унаследовали потомки Эфраима, чета Биддл и их сын Гарольд. Гарольд испытывает сложности с приспособлением к новой школе, и он обнаруживает Слэппи, который впоследствии изолирует подростка от его возлюбленной Сары и заставляет превратить своих родителей в марионеток. После того, как Слэппи и Гарольд унижают Сару и её друзей во время выступления, они понимают, что Гарольд изменился после того, как нашёл Слэппи. Группа врывается в его дом, чтобы забрать Слэппи, и просят Гарольда выйти после того, как он запирается в подвале. Гарольд считал, что группа издевалась над ним, что привело к его гибели в результате случайного пожара. Друзья прячут останки Слэппи. Дети, находясь в настоящем времени в гостях у одержимого мистера Брэтта, объясняют тому, что их родители не виноваты и Гарольду нужна помощь. Это расстраивает Брэтта, который считает, родителей подростков убийцами. Брэтт теряет свою внешность и предстает перед испуганными друзьями как сгоревший Гарольд. |            |                                                                         |                        |                                  |                 |
| 7 | 7          | «Мурашки по коже» «Give Yourself Goosebumps»                            | Феликс Энрикез Алькала | Хилари Уинстон                   | 27 октября 2023 |
| Группа понимает, что они оказались в ловушке в альбоме вместе с настоящим мистером Брэттом, потому что Гарольд нарисовал их. Тем временем Нору выписывают из больницы, где она сталкивается с Гарольдом. Ей удаётся сбежать и забрать с собой останки Слэппи, которые она намеревается спрятать в своей горной хижине. В это же время её продолжает преследовать Гарольд. Бен и Элиза исследуют семейную шахту Норы и обнаруживают, что останки Слэппи в самом деле пропали. На них нападает один из подручных Джеймса, и они наконец понимают, что Нора была права насчёт Гарольда. В доме Биддлов в чистилище группа находит еще одно воспоминание Гарольда. Мистер Брэтт обнаруживает, что после удара он временно возвращается в свое тело в реальный мир. Друзья пытаются уговорить его вернуться на время, чтобы он помог им выбраться из альбома, но на Брэтта набрасывается Гарольд и между ними завязывается борьба. В ходе схватки Гарольд завладевает альбомом и швыряет его в лужу. По мере того, как альбом погружается в воду, мир внутри него также начинает разрушаться и друзья проваливаются сквозь расплавленный пол. |            |                                                                         |                        |                                  |                 |
| 8 | 8          | «Вам меня не напугать!» «You Can't Scare Me»                            | Дэвид Гроссман         | Ник Адамс                        | 3 ноября 2023   |
| Друзья проваливаются сквозь страницы, когда альбом распадается окончательно. После этого они встречаются с духами родителей Гарольда, которые ждут сына, чтобы семья могла жить дальше вместе. Брэтту удается указать группе выход, с помощью которого они сбегают и начинают искать Нору. Гарольд возвращает себе контроль над телом Брэтта, вырубает Нору на горе и забирает Слэппи с собой. К детям присоединяются все их родители, которые также ищут Нору. Лукас и Марго находят Нору невредимой, но Исайя оказывается на краю обрыва, повиснув на корне дерева. Как раз в тот момент, когда Гарольд собирается добить его, герои прибывают к месту и умоляют его остановиться. Слэппи пытается сохранить контроль над Гарольдом, но Марго пробивается к сознанию последнего и говорит ему, что его родители ждут и прощают его. Гарольд переходит на сторону героев и спасает Исайю, после чего скидывает Слэппи с обрыва. Его дух покидает тело Брэтта, после чего он возвращается к своим родителям и мирится с ними. Друзья празднуют победу, в то время как разбитый и разорванный Слэппи, лежащий у подножия горы, резко открывает глаза. |            |                                                                         |                        |                                  |                 |
| 9 | 9          | «Ночь ожившего болванчика: часть 2» «Night of the Living Dummy: Part 2» | Эрин О’Мэлли           | Марико Тамаки                    | 10 ноября 2023  |
| Несколько месяцев спустя друзья пытаются забыть все события, связанные с Гарольдом. Мать Марго предлагает ей переехать в Сиэтл, чтобы дети на выходных отправились в путешествие и лучше познакомились с городом. Лукас очень тяжело переживает переезд Марго, после чего расстаётся с ней. В это же время Брэтт пишет книгу, вдохновлённую прошлыми событиями, чтобы стать высокооплачиваемым писателем. Вскоре один издатель из Нью-Йорка заинтересовывается книгой Брэтта, но просит его изменить концовку, чтобы расширить историю Слэппи. Из-за этого Брэтт переживает творческий кризис и финансовые проблемы. В итоге, он собирает останки Слэппи, чтобы найти вдохновение. Слэппи оживает и отводит Брэтта к могиле Кандуу, расположенную возле дома Биддлов. Взамен на помощь Слэппи обещает дать ему идеальную концовку для книги. По указаниям Слэппи Брэтт читает древнее заклинание и освобождает дух Кандуу из тела Слэппи. Также, к Кандуу возвращается физическая оболочка, показывая, что он волшебник. В этот же момент появляется Бен, который, по воле Кандуу, превращается в неодушевленную марионетку. |            |                                                                         |                        |                                  |                 |
| 10 | 10         | «Добро пожаловать в Страну ужасов» «Welcome to Horrorland»              | Дэвид Гроссман         | Роб Леттерман и Николлас Столлер | 17 ноября 2023  |
| Будучи человеком, Кандуу получил ранение на войне в 1897 году, но вскоре он натыкается на таинственную пещеру с древними рисунками внутри, которые излечивают его. Несколько лет спустя Кандуу встречает молодого кукольника - Махара, который работал в ныне обанкротившемся цирке. Кандуу и Махар сдружаются и заключают между собой сделку. Год спустя Кандуу поставляет Махару человеческих кукол, а взамен требует от него идеальную марионетку. Махар понимает, какую ошибку он совершил, когда доверился Кандуу. С помощью своих способностей он противостоит Кандуу и заточает его душу внутри марионетки. В настоящее время Кандуу захватывает почти всех жителей Порт-Лоуренса, включая Лукаса, и превращает их всех в кукол. Тем временем Исайя признаётся Марго в своих чувствах, после чего Кандуу захватывает Исайю, Марго, Изабеллу, Джеймса и Брэтта. Последний, в свою очередь, узнаёт, как можно победить Кандуу. Он объясняет друзьям, что тогда, в пещере, рисунки поручили Кандуу отдать им ровно 1000 людей и привести их на жертвоприношение в "особое место", которым оказываются останки цирка, в котором ранее работал Махар. Этот обряд, в свою очередь, должен освободить на волю целую орду монстров, из-за которых человечество прекратит войны между собой и объединится против общей угрозы. Друзья находят заклинание, способное остановить Кандуу и обманом заманивают его в ловушку, а Брэтт узнает, что Махар - его предок. Кандуу обводит героев вокруг пальца и загоняет их в ловушку с помощью черных облаков. Исайя вступает в рукопашную схватку с Кандуу, в то время как Марго находит нужное заклинание и обращает его вспять, превращая Кандуу в простого смертного. В этот же момент души 1000 людей, которых Кандуу убил за всё это время, вырываются из-под земли и утаскивают Кандуу за собой, но перед этим последний стреляет в Марго. Исайя закрывает Марго собой и получает пулевое ранение. После этого Исайю доставляют в больницу, где он находится к критическом состоянии, в то время как врачи утверждают, что ему не суждено выжить. Марго разговаривает с Исайей и тот умирает, но, с помощью волшебной книги, Марго возвращает его к жизни. В это время Брэтт очень огорчён предполагаемой смертью Исайи и заходит в ванную, чтобы умыться. Но когда он смотрит в зеркало, он с ужасом видит в отражении улыбающееся лицо Кандуу вместо своего лица. Брэтт понимает - Кандуу каким-то образом вселился в его тело. |            |                                                                         |                        |                                  |                 |

### Сезон 2 (2025)
| № общий | № в сезоне | Название                                                        | Режиссёр           | Автор сценария                 | Дата премьеры  |
| ------- | ---------- | --------------------------------------------------------------- | ------------------ | ------------------------------ | -------------- |
| 11      | 1          | «Нечто из подвала. Часть 1» «Stay Out of the Basement, Part I»  | Роб Леттерман      | Хилари Уинстон и Роб Леттерман | 10 января 2025 |
| 12      | 2          | «Нечто из подвала. Часть 2» «Stay Out of the Basement, Part II» | Роб Леттерман      | Хилари Уинстон и Роб Леттерман | 10 января 2025 |
| 13      | 3          | «Заколдованное авто» «The Haunted Car»                          | Эрин О’Мэлли       | Брайан Отаньо                  | 10 января 2025 |
| 14      | 4          | «Дьявольская кровь» «Monster Blood»                             | Джиллиан Робеспьер | Джон Махоун                    | 10 января 2025 |
| 15      | 5          | «Мальчик, что кричал: «Монстр!»» «The Boy Who Cried Monster»    | Османи Родригес    | Джеймс Иган                    | 10 января 2025 |
| 16      | 6          | «Девушка по соседству» «The Girl Next Door»                     | Эдуардо Санчес     | Марико Тамаки                  | 10 января 2025 |
| 17      | 7          | «Лето кошмаров» «Welcome to Camp Nightmare»                     | Джиллиан Робеспьер | Бен Эпштейн                    | 10 января 2025 |
| 18      | 8          | «Вторжение человекосжималок» «Invasion of the Body Squeezers»   | Роб Леттерман      | Хилари Уинстон и Роб Леттерман | 10 января 2025 |